# Trung đoàn 7 Kỵ binh (Hoa Kỳ)
Trung đoàn 7 Kỵ binh là một lực lượng thuộc quân đội Hoa Kỳ thành lập từ giữa thế kỷ 19, thường được gọi là "Garry Owen" vì binh lính dùng bài hát cùng tên của Ireland làm hành quân ca. Trung đoàn này tham gia nhiều chiến cuộc, trong đó có Chiến tranh Việt Nam.